# Miquel Milà i Sagnier
Miquel Milà i Sagnier   (Barcelona, 7 de febrer de 1931 - Bilbao, 13 d'agost de 2024) fou un dissenyador industrial i interiorista català.

## Biografia
Fou un dels pocs dissenyadors de la primera generació que no era arquitecte. Malgrat això, inicià la seva carrera professional col·laborant al despatx dels arquitectes Alfons Milà i Sagnier i Federico Correa. Fundador de l'empresa Tramo juntament amb Francesc Ribas Barangé i Eduardo Pérez Ullibarri, d'on sorgiran alguns dels llums de peu més reconeguts del dissenyador, com ara el TMC o el TMM.
Més endavant muntarà el seu propi estudi de disseny, des d'on treballà en multitud de projectes. Cofundador de l'ADI-FAD, juntament amb André Ricard, Antoni de Moragas, Oriol Bohigas, Manuel Cases, Alexandre Cirici Pellicer i Rafael Marquina. En fou un membre actiu.
Considerat com un dissenyador preindustrial, la seva òptica del disseny l'apropa més a la figura de l'artesà, per tal com té cura de la feina, controla els diferents processos i corregeix errors treballant amb maquetes i prototips.

## Premis i reconeixements
Fou guardonat amb diversos Deltes d'or i de plata, el premi APECMO i el Good Industrial Design. L'any 1987 rebé el Premio Nacional de Diseño i el 1993 la Creu de Sant Jordi.
A part dels llums de peu ja citats TMC, de 1958, i TMM, de 1961, en destaquen el llum Manila (1961), el Cesta (1964), el l'M68 (1968) o, més recentment, la maneta per a portes FSB, el cendrer paraigüer Tomba'l, el banc NeoRomántico (1995), el NeoRomántico Liviano (2000) o el Neocombo (2002). El seu mobiliari s'instal·là l'any 2003 en la remodelació del Palau Robert de Barcelona.
La seva obra està representada en les col·leccions del Museu del Disseny de Barcelona, on es conserva també el seu fons documental.